# Francesco de Paula Ramond Villana-Perlas de Rialpo
Francesco de Paula Ramond Graf Villana-Perlas de Rialpo (alternativ Franz Paul Raimund Graf Villana-Perlas de Rialpo, * 1704; † 12. Februar 1773 in Wien, Habsburgermonarchie) war Präsident der Landesadministration der Kron- und Kammerdomäne Temescher Banat.

## Leben und Wirken
Sein Vater, Don Ramon, war ein spanischer Adliger, der im Spanischen Erbfolgekrieg im Dienst Karls VI. stand und 1713 nach Wien emigrierte. 1724–1727 bekam er an Stelle seiner neapolitanischen und sizilianischen Lehen Romanuteo und Guinchi die Herrschaftsgüter Brod, Ozail, Grobnik und einige kleinere Güter in Krain und Kroatien verliehen.
1752 löste er Franz Anton Leopold Ponz Freiherr von Engelshofen als Präsident der Landesadministration des Temescher Banats ab. Er hatte dieses Amt von 1752 bis 1768 inne. 1768 wurde er von Karl Ignaz Graf von Clary und Aldringen abgelöst.
Perlas übte seine 16-jährige Präsidentschaft der Landesadministration des Temescher Banats unter den Militärpräsidenten Freiherr von Engelshofen, Graf von Puebla, Graf von Harrach und Freiherr von Lietzen aus. 
1762 wurde Villana-Perlas Erbland-Kuchelmeister in den Grafschaften Görz und Gradiska und 1763 Erbland-Silber-Kämmerer im Herzogtum Steiermark.
Graf Villana Perlas verstarb im Alter von 69 Jahren in Wien, wo er im Stefansdom beigesetzt wurde. Nach ihm ist der Ort Perlas im Südbanat benannt.